# Pauline Krawczyk
Pauline Krawczyk (Poznań, 17 marzo 1985) è un'ex cestista polacca naturalizzata francese.

## Carriera
Con la Francia ha disputato i Campionati europei del 2009.